# Festuca cinerea
Festuca cinerea är en gräsart som beskrevs av Dominique Villars. Festuca cinerea ingår i släktet svinglar, och familjen gräs. Inga underarter finns listade i Catalogue of Life.

## Bildgalleri

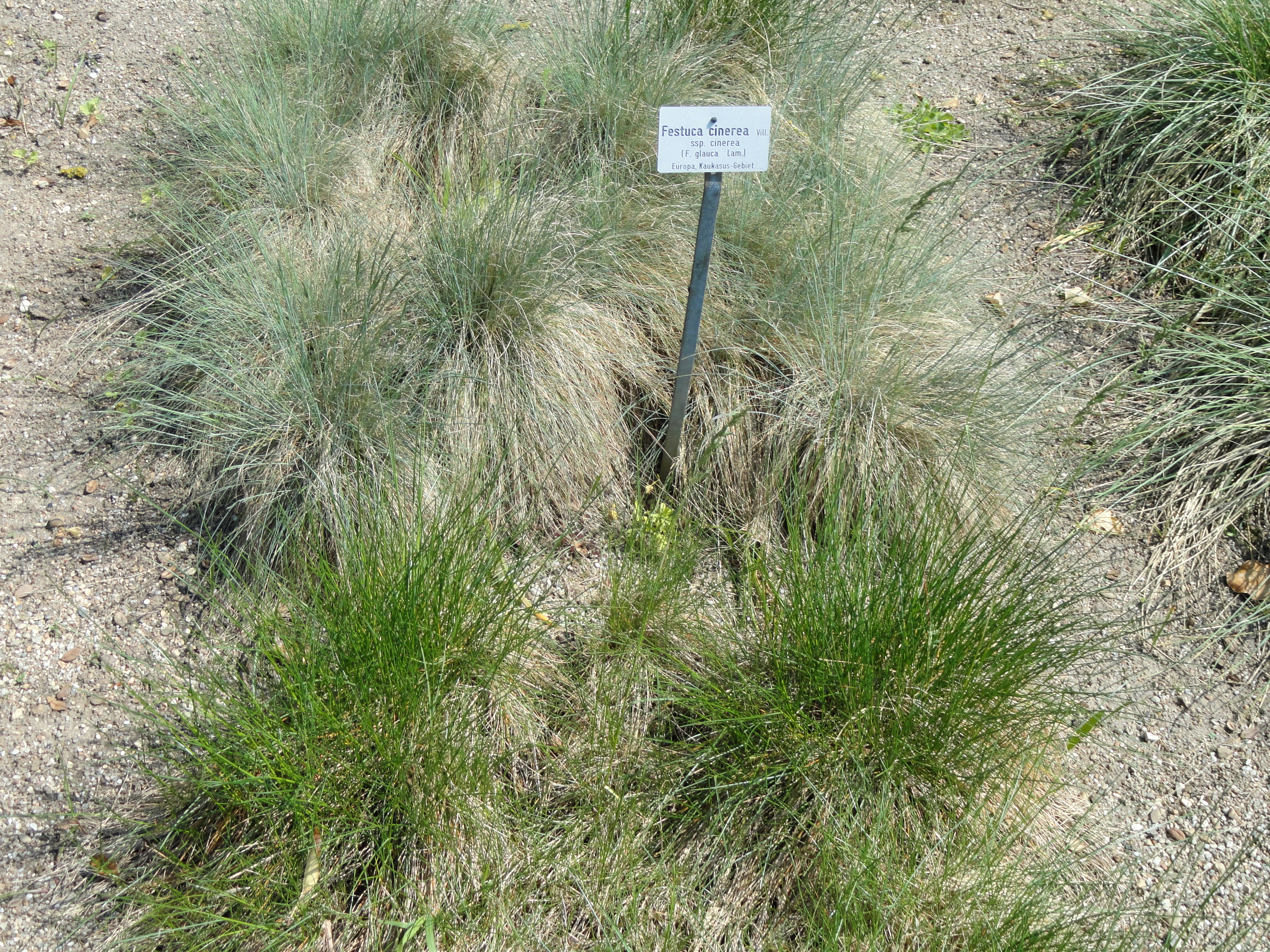
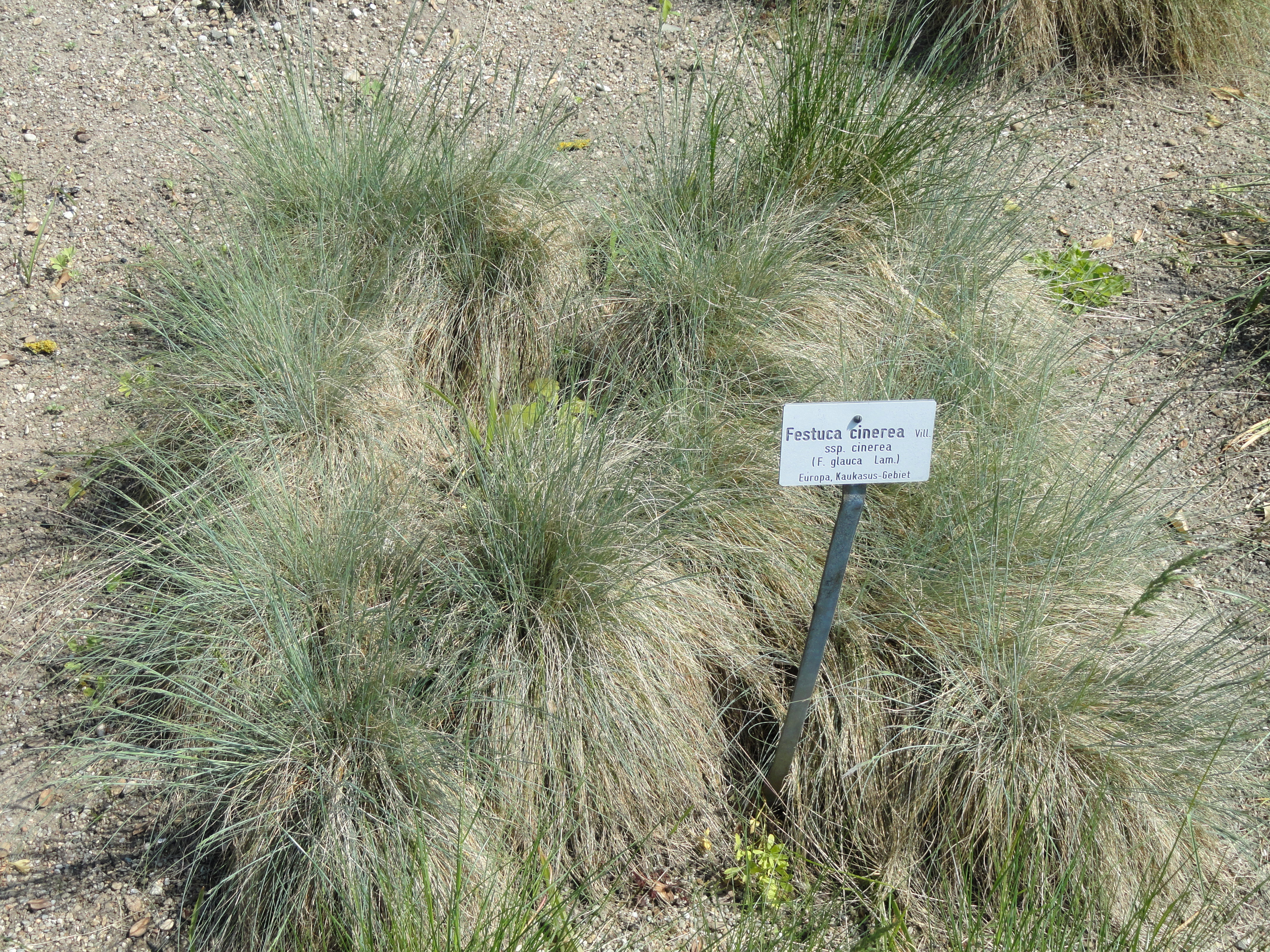
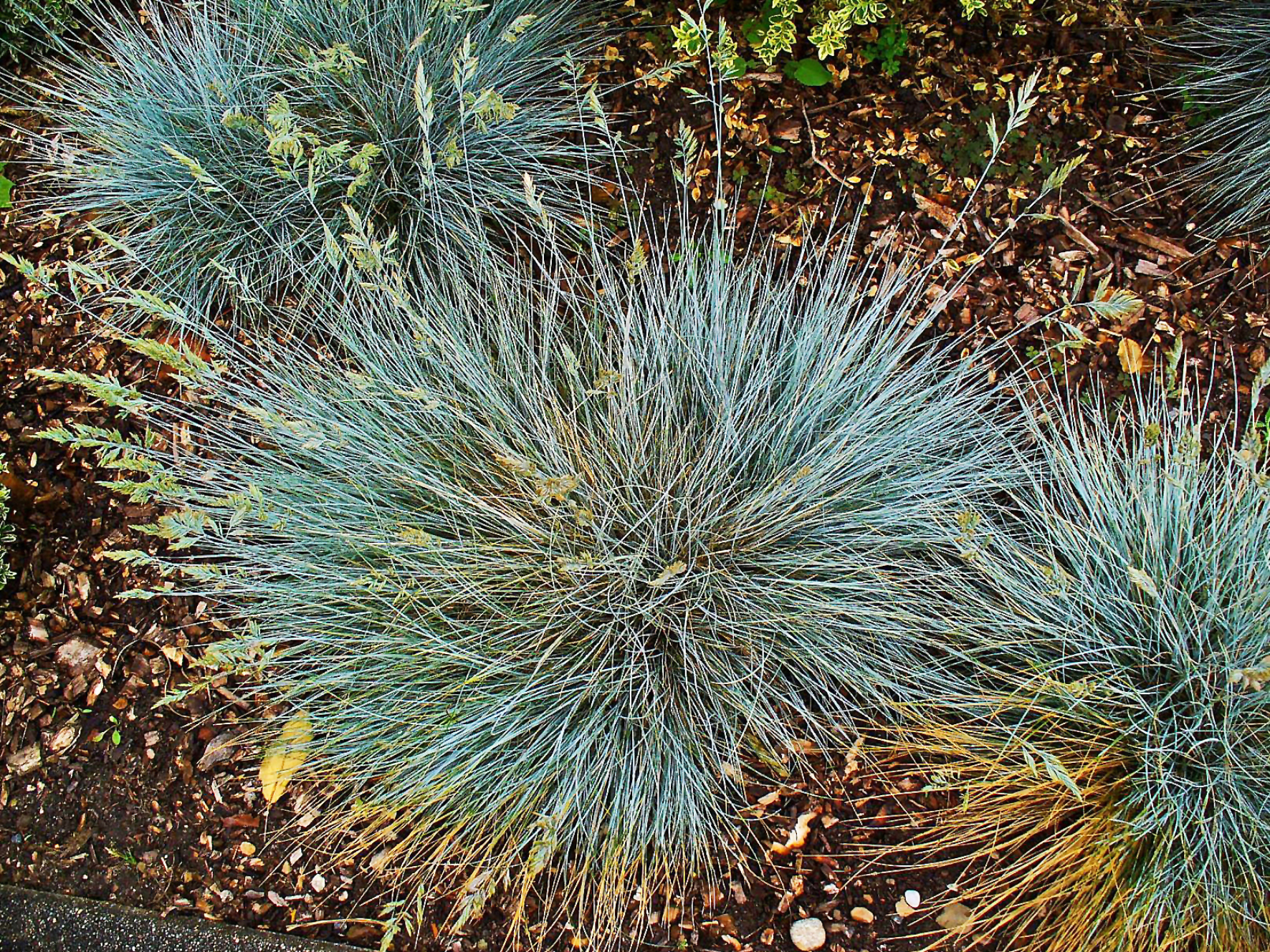
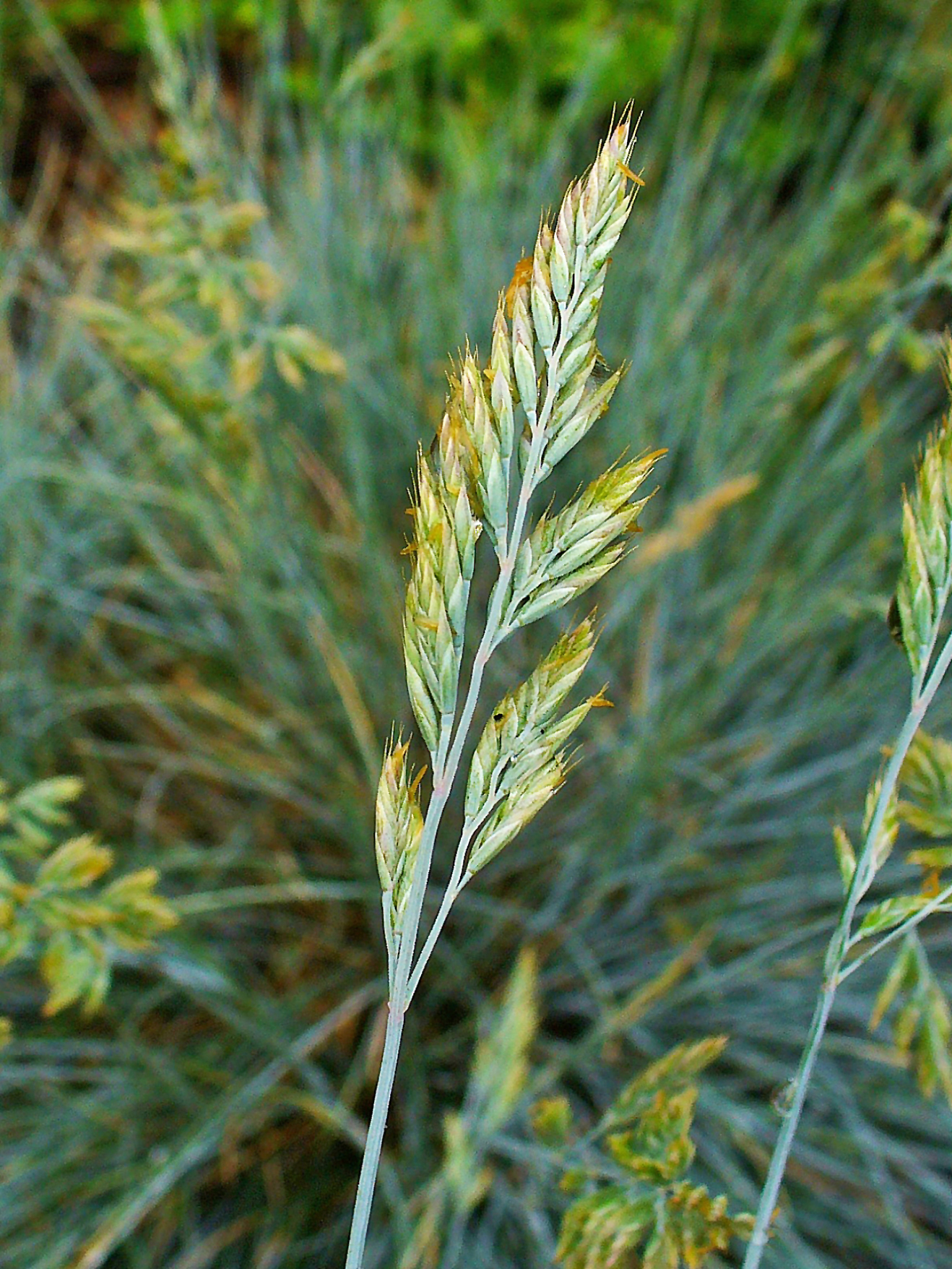